# Riu Cunene

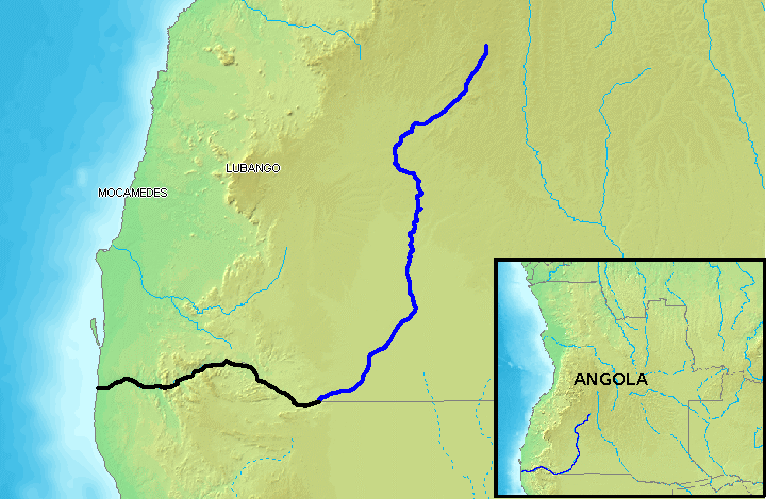
Riu Cunene

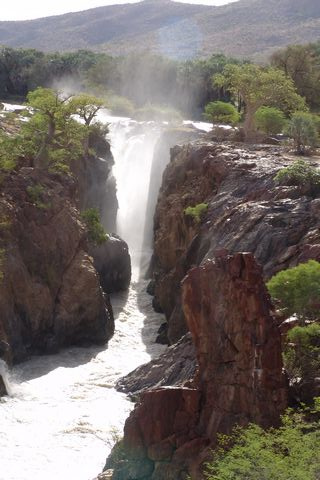
Salts d'aigua d'Epupa

El Cunene (en grafia portuguesa) o Kunene  (tal com s'escriu a Namíbia) és un riu de l'Àfrica Austral. Discorre des dels altiplans d'Angola cap al sud amb la frontera amb Namíbia. Després flueix cap a l'oest al llarg de la frontera fins a arribar a l'oceà Atlàntic. Es tracta d'un dels pocs rius perennes de la regió. Fa uns 1.050 km de llargada i la seva conca de drenatge és de 106.560 km². El seu cabal mitjà anual a la desembocadura és de174 m³/s.
Les cascades d'Epupa es troben en el riu i la presa d'Olushandja fa un embassament en el riu.
Com atracció turística es practica l'acampada, el ràfting i la navegació amb canoes.
.